# Nieheimer

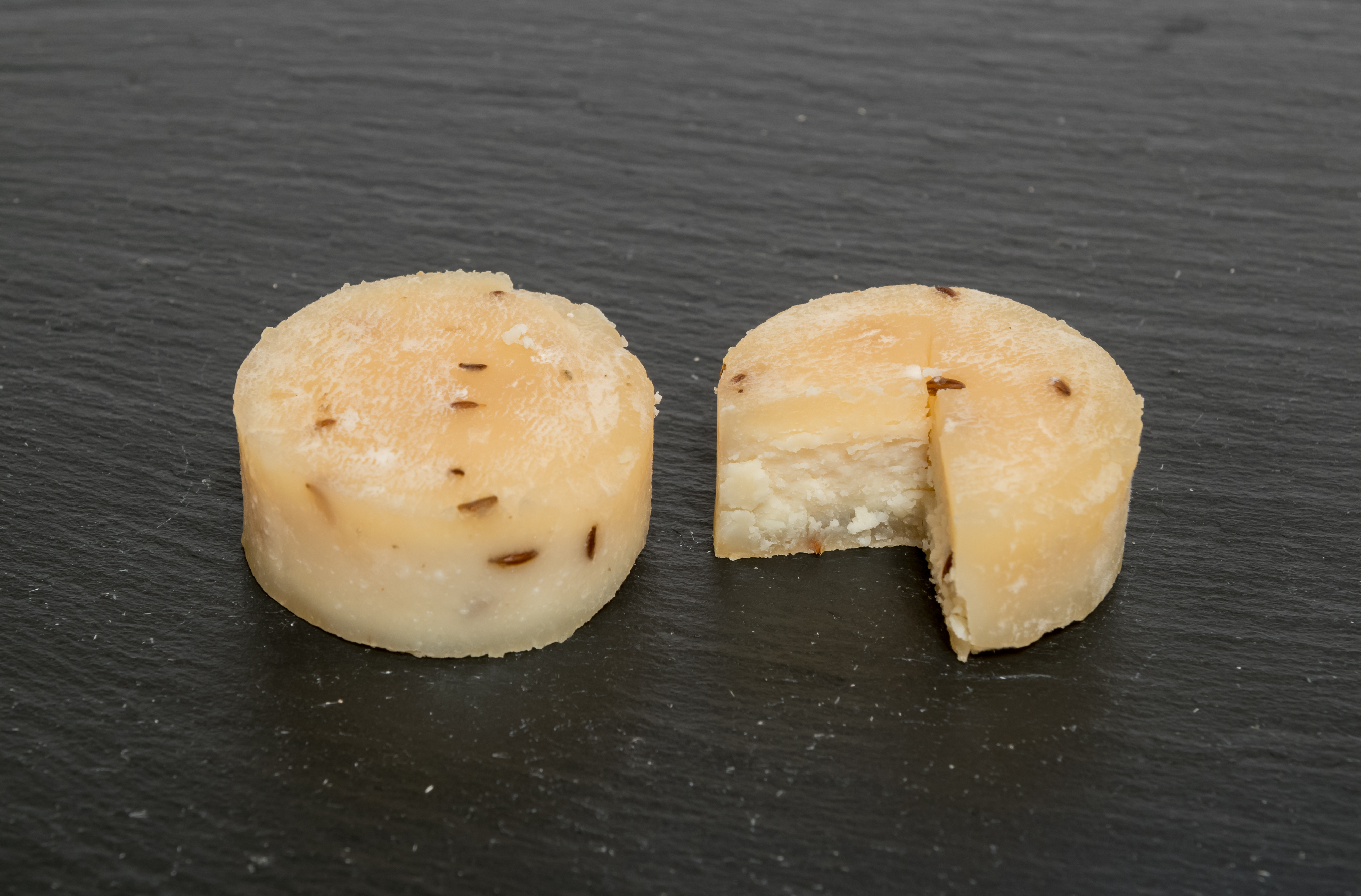
Nieheimer Käse chudy serem, na bazie zsiadłego mleka produkowany w Nieheim

Nieheimer – rodzaj niemieckiego sera, który jest produkowany z odtłuszczonego mleka krowiego. Ser ten zaliczany jest do serów dojrzewających, twarogowych oraz twardych. Przed spożyciem ser nieheimer należy zetrzeć na tarce. Ser ten ma ostry smak oraz zapach.